# Upplands runinskrifter 1044
Upplands runinskrifter 1044 är ett vikingatida runstensfragment av granit i Onslunda, Tensta socken och Uppsala kommun. Runstensfragmentet finns nu i Tensta kyrka. Fragmentet är 0,8 gånger 0,75 meter stort. Runstenens ursprungliga höjd var troligen omkring 1,70 meter med en största bredd av omkring 1,10 meter. Stenen blev sönderslagen någon gång före 1864 och kvar finns alltså bara ett fragment. Möjligen är stenen ristad av Öpir. Den är i vilket fall ristad i hans stil.
Stenen har stått vid sidan av U 1043.

## Inskriften
Translitterering av runraden:
[kitil · lit raisa st...] ... ...þur sin k[ulha| |at bonta sin]
Normalisering till runsvenska:
Kætill let ræisa st[æin] ... [fa]ður sinn, Gulla at bonda sinn.
Översättning till nusvenska:
Kättil lät resa stenen ... sin fader, Gulla till minne av sin man.